# طمارين ذو الوشاح الأبيض
طمارين ذو الوشاح الأبيض (الأسم العلمي:Saguinus weddelli melanoleucus)، هو نوعاً فرعياً من طمارين وِدِل سرجيّ الظهر(الأسم العلمي:Leontocebus weddelli)، يتواجد في أمريكا الجنوبية ؛ في البرازيل بين نهريّ ريو جوروا وريو تارواكا.

## الميزات
يبلغ طول جسم الطمارين المُغطى باللون الأبيض حوالي 25 سم، ويبلغ طول الذيل حوالي 38 سم. فرائهم يكاد يكون ملونًا بالكامل باللون الأبيض الكريمي. فقط الآذان الخالية من الشعر، وجلد الوجه عارياً، والأعضاء التناسلية الخارجية سوداء اللون. مثل جميع حيوانات طمارين، فإن أصابع اليدين والقدمين (باستثناء إصبع القدم الكبير) لها مخالب بدلاً من الأظافر.

## السلوك
لا يُعرف الكثير عن طريقة حياة طمارين ذو الوشاح الأبيض، ويُفترض أنه يتوافق إلى حد كبير مع أنواع طمارين وٍدل سرجيَ الظهر. ونتيجة لذلك، فإنهم يسكنون الأشجار نهاريًا ويعيشون معًا في مجموعات صغيرة. وهم من آكلات اللحوم، يأكلون الحشرات والفواكه والرحيق وغيره. كما هو الحال مع جميع أنواع الطمارين، من المُرجح أن تتكاثر الأنثى المُهيمنة فقط وعادة ما تلد توائم.

## توزيع والسكن
يعود أصل التمرينات ذات الغطاء الأبيض إلى حوض الأمازون الغربي في أمريكا الجنوبية، ويقع مداها جنوب أعالي ريو جوروا أقصى غرب البرازيل وربما المناطق المجاورة لبيرو. موطنهم هو الغابات الاستوائية المطيرة.

## حالة الحفظ
يعد تدمير الموائل تهديدًا محليًا لهذه الأنواع، ولكنه عمومًا مُنتشر على نطاق واسع ومُدرج على أنه أقل اهتمام من قبل الاتحاد الدولي لحفظ الطبيعة.

## مؤلفات
- توماس جايسمان: علم الأحياء الرئيسي المقارن. Springer-Verlag، برلين وآخرون. 2003 ISBN 3-540-43645-6.

- Family Callitrichidae (Marmosets and Tamarins). الصفحات 328 و 330 في راسل ميتماير، أنتوني ب.ريلاندز & دون إي. ويلسون ISBN 978-8496553897

- دون إي ويلسون ، ديان إم ريدر (محرران): أنواع الثدييات في العالم. مرجع تصنيفي وجغرافي. الطبعة الثالثة. مطبعة جامعة جونز هوبكنز، بالتيمور دكتوراه في الطب 2005 ، ISBN 0-8018-8221-4.